# Vitry-en-Artois
 Vitry-en-Artois  es una población y comuna francesa, situada en la región de Norte-Paso de Calais, departamento de Paso de Calais, en el distrito de Arras. Es el chef-lieu del cantón de Vitry-en-Artois.

## Demografía
| 3389 | 3593 | 4748 | 4738 | 4732 | 4606 |
| Para los censos de 1962 a 1999 la población legal corresponde a la población sin duplicidades (Fuente: INSEE [Consultar]) |      |      |      |      |      |